# Базай Олег Васильович
Оле́г Васи́льович База́й — старший прапорщик Збройних сил України.
У липні 2014 року виконував службові обов'язки на Луганщині, де поранений у бою. Категорично відмовився від евакуації.

## Нагороди
- 15 липня 2014 року — за особисту мужність і героїзм, виявлені у захисті державного суверенітету та територіальної цілісності України, вірність військовій присязі під час російсько-української війни, відзначений — нагороджений орденом «За мужність» III ступеня.[1]
- 25 грудня 2015 року — за особисту мужність і героїзм, виявлені у захисті державного суверенітету та територіальної цілісності України, вірність військовій присязі під час російсько-української війни, відзначений — нагороджений орденом «За мужність» II ступеня.[2]